# Zeuzerops hyalinipennis
Zeuzerops hyalinipennis är en fjärilsart som beskrevs av Embrik Strand 1910. Zeuzerops hyalinipennis ingår i släktet Zeuzerops och familjen träfjärilar. Inga underarter finns listade i Catalogue of Life.